# Toshio Takabayashi
Toshio Takabayashi (jap. 高林 敏夫, Takabayashi Toshio; * 15. November 1953) ist ein ehemaliger japanischer Fußballspieler.

## Nationalmannschaft
1974 debütierte Takabayashi für die japanische Fußballnationalmannschaft. Takabayashi bestritt 12 Länderspiele und erzielte dabei zwei Tore. Mit der japanischen Nationalmannschaft qualifizierte er sich für die Asienspiele 1974.